# Кубок Англии по футболу 1874/1875
Кубок Англии по футболу 1874/75 — 4-й розыгрыш старейшего футбольного турнира в мире, Переходящего кубка Футбольной ассоциации, также известного как Кубок Англии. На момент первой жеребьёвки розыгрыша Кубка в нём было заявлено 29 футбольных клубов.
Турнир начался 14 ноября 1874 года первым раундом и завершился финалом, который прошел 13 марта 1875 года на стадионе «Кеннингтон Овал» в Лондоне, где «Ройал Энджинирс» в переигровке финала победил «Олд Итонианс» со счетом 2:0.

## Первый раунд
| Дата            | Домашняя команда    | Счёт   | Выездная команда | Посещаемость |
| --------------- | ------------------- | ------ | ---------------- | ------------ |
| 14 ноября 1874  | Саутолл             | 0:0    | Лейтон           | 650          |
| 14 ноября 1874  | Хитчин              | 0:1    | Мейденхед        | 750          |
| 7 ноября 1874   | Ройал Энджинирс     | 3:0    | Марлоу           | 2376         |
| 7 ноября 1874   | Клэпем Роверс       | 3:0    | Пантерс          | 2848         |
|                 | Рейгейт Приори      | дальше |                  |              |
|                 | Сивил Сервис        | т.п.   | Харроу Чекерс    |              |
| 24 октября 1874 | Аптон Парк          | 0:3    | Барнс            | 1500         |
| 31 октября 1874 | Уондерерс           | 16:0   | Фарнингем        | 1925         |
| 31 октября 1874 | Оксфорд Юниверсити  | 6:0    | Брондесбери      | 1163         |
|                 | Уиндзор Хоум Парк   | т.п.   | Аксбридж         |              |
| 5 ноября 1874   | Олд Итонианс        | 0:0    | Свифтс           | 700          |
|                 | Шропшир Уондерерс   | т.п.   | Шеффилд          |              |
| 31 октября 1874 | Вудфорд Уэллс       | 1:0    | Хай Уиком        | 600          |
| 10 октября 1874 | Пилгримс            | 3:1    | Саут Норвуд      | 700          |
| 14 ноября 1874  | Кембридж Юниверсити | 0:0    | Кристал Пэлас    | 500          |

### Переигровка
| Дата           | Домашняя команда    | Счёт | Выездная команда | Посещаемость |
| -------------- | ------------------- | ---- | ---------------- | ------------ |
| 28 ноября 1874 | Лейтон              | 0:5  | Саутолл          | 600          |
| 14 ноября 1874 | Свифтс              | 1:1  | Олд Итонианс     | 750          |
| 26 ноября 1874 | Олд Итонианс        | 3:0  | Свифтс           | 700          |
| 21 ноября 1874 | Кембридж Юниверсити | 2:1  | Кристал Пэлас    | 500          |

## Второй раунд
| Дата           | Домашняя команда   | Счёт   | Выездная команда    | Посещаемость |
| -------------- | ------------------ | ------ | ------------------- | ------------ |
| 5 декабря 1874 | Ройал Энджинирс    | 5:0    | Кембридж Юниверсити | 2500         |
| 5 декабря 1874 | Мейденхед          | 2:1    | Рейгейт Приори      | 1377         |
| 5 декабря 1874 | Клэпем Роверс      | 2:0    | Пилгримс            | 3000         |
| 21 ноября 1874 | Уондерерс          | 5:0    | Барнс               | 2000         |
|                | Оксфорд Юниверсити | т.п.   | Уиндзор Хоум Парк   |              |
|                | Олд Итонианс       | дальше |                     |              |
| 14 ноября 1874 | Шропшир Уондерерс  | 1:0    | Сивил Сервис        | 700          |
| 5 декабря 1874 | Вудфорд Уэллс      | 3:0    | Саутолл             | 600          |

## Третий раунд
| Дата           | Домашняя команда  | Счёт | Выездная команда   | Посещаемость |
| -------------- | ----------------- | ---- | ------------------ | ------------ |
| 30 января 1875 | Ройал Энджинирс   | 3:2  | Клэпем Роверс      | 2500         |
| 30 января 1875 | Уондерерс         | 1:2  | Оксфорд Юниверсити | 2000         |
| 23 января 1875 | Олд Итонианс      | 1:0  | Мейденхед          | 700          |
| 23 января 1875 | Шропшир Уондерерс | 1:1  | Вудфорд Уэллс      | 700          |

### Переигровка
| Дата           | Домашняя команда | Счёт | Выездная команда  | Посещаемость |
| -------------- | ---------------- | ---- | ----------------- | ------------ |
| 6 февраля 1875 | Вудфорд Уэллс    | 0:2  | Шропшир Уондерерс | 600          |

## Полуфиналы
| Дата            | Домашняя команда | Счёт | Выездная команда   | Посещаемость |
| --------------- | ---------------- | ---- | ------------------ | ------------ |
| 27 февраля 1875 | Ройал Энджинирс  | 1:1  | Оксфорд Юниверсити | 2500         |
| 27 февраля 1875 | Олд Итонианс     | 1:0  | Шропшир Уондерерс  | 700          |

### Переигровка
| Дата         | Домашняя команда | Счёт | Выездная команда   | Посещаемость |
| ------------ | ---------------- | ---- | ------------------ | ------------ |
| 5 марта 1975 | Ройал Энджинирс  | 1:0  | Оксфорд Юниверсити | 2500         |

## Финал
| Ройал Энджинирс | 1:1 | Олд Итонианс |
| --------------- | --- | ------------ |
| Ренни-Тейлор    |     | Бонсор       |

### Переигровка
| Ройал Энджинирс         | 2:0 | Олд Итонианс |
| ----------------------- | --- | ------------ |
| Ренни-Тейлор · Стаффорд |     |              |